# Qingkou, Fujian
Qingkou (kinesiska: 青口) är en köping i sydöstra Kina. Den ligger i Minhou härad i provinshuvudstaden Fuzhou i provinsen Fujian, omkring 22 kilometer söder om centrala Fuzhou. Antalet invånare är 81 488. Befolkningen består av 36 804 kvinnor och 44 684 män. Barn under 15 år utgör 15,0 %, vuxna 15-64 år 76 %, och äldre över 65 år 7,0 %.